# Arvid Lindmans Sextioårsfond
Arvid Lindmans sextioårsfond är en stiftelse som grundades till statsministern m.m. Arvid Lindmans 60-årsdag 1923 i Stockholm.
Fondens ändamål är att ge stöd för utbildning rörande svenskt näringsliv och dess förutsättningar och villkoren för välstånd och ekonomiskt framåtskridande i allmänhet samt att främja vetenskaplig forskning inom dessa områden.